# Sigtryggur Berg Sigmarsson
Sigtryggur Berg Sigmarsson (Akureyri, 1977) is een IJslands muzikant en beeldend kunstenaar. Hij studeerde sonologie aan het conservarium van Den Haag. Hij woonde een tijd in Gent maar werkt op dit ogenblik in Hannover. Sigmarsson noemt Marcel Duchamp, David Lynch en William S. Burroughs als inspiratiebronnen.
Hij maakte deel uit van de experimentele band Stilluppsteypa. In 2014 bracht hij de driedelige symfonie So long uit, een verzameling geluidscollages.

## Discografie
- So Long (2015)
- Sigtryggur Berg Sigmarsson en Tom Smith:  Todesröcheln  (TLASILA) 2009
- met Matt Waldron, Steven Stapleton, Jim Haynes en Richard Faulhaber : The Sleeping Moustache (Helen Scarsdale) 2006
- Menancholypetramuse Si Si Si (Brutalsfx) 2004
- A Little Lost (Bottrop-Boy) 2003
- This One Comes Highly Recommended" CD (FIRE inc.) 2000
- A Long Wait Produced Nothing Further (ERS Recordings) 2000
- Ship (Trente Oiseaux) 1999

Filmmuziek
- Enter the Void van Gasper Noe, 2009
- "does this hurt you?" van Agnieszka Jurek, 2004

## Tentoonstellingen
Solotentoontstellingen:
2024
- einfach alles, metavier - Galerie vom Anfang und Ende, Hannover[5]

2009
- auf einmal ist es kunst, CIA/SÍM Húsið, Reykjavík, Iceland
- "THE FARM" installatie met Carl Michael von Hausswolff, Kasteel Insterburg, Tsjernjachovsk

2008
- The Important Little Man Reykjavik Show, Gallerí Heimsendir, Reykjavík, Lost Horse Gallery, Reykjavik
- Kempe Julebazar, Gallerí Heimsendir, Reykjavík
- "stilluppsteypa presented by other beings - an artificial intergalactic alien presentation", installatie metg Helgi Þórsson, Listasafn eilanden, Reykjavik
- YOU SCARE U.S., Ello Gallery & Shop, Portsmouth

2006
- The Important Little Man Berlin Show, Sonambiente, Berlijn
- The Curse of Sigtryggur Berg Sigmarsson", Gallerí Dvergur, Reykjavík

2005
- The Important Little Man Vienna Show, SOHO IN OTTAKRING, Wenen
- The Important Little Man Hannover Show, Faust, Hannover

2000
- PlayerOrgan, Omvandling Karlsborg, Karlsborg

1999
- Family Album, Der Comtainer Station, Keulen

- Gemeinsame Normdatei: 137501277
- MusicBrainz: 323705e8-6f26-4351-bee5-182e5d5ed2b9
- Virtual International Authority File: 81683620
- WorldCat: E39PBJkxHtm9xwg6t9cwmv4yVC